# 爆頭
爆頭，指射击命中头部，起源是军事术语。
此概念被電子遊戲广泛采用，夸张化并模式化。先驱可能是《惡靈古堡》，原本是指喪屍受到霰彈槍（雷明登870泵動式霰彈槍）或麥林手槍（柯爾特蟒蛇左輪手槍或沙漠之鹰.50AE）等武器瞄准攻擊後，整個頭部被擊爆而当场消灭。后泛化至其他遊戲，流行程度随"反恐精英(CS)"等急剧提高，更是影响到很多影视作品。
流行文化中对“爆头”的渲染很多伴有不符合物理事实的视觉夸大 - 比如类似于西瓜被子弹命中的"四分五裂"效果，或从颈部产生喷泉一般的喷血效果。实际上对于常见的弹药类型，这些呈现都是不符合解剖学的。

## 实战价值
一些具有军事经验的评论认为"爆头"，即枪弹击中头部的实战价值在流行文化中被过分夸大。
头部固然是人体要害之一，不过能造成类似致命伤的部位还有很多 - 击中颈部，心脏等处的杀伤致命效果并不会低于击中头部，而击中位于躯干部位的命中率往往大于目标更小的头部。加之现代军用枪支弹药的威力普遍足够大，命中躯干一般足以使对手丧失战斗力。总而言之，实战中射手一般没有必要刻意追求命中头部。
在反劫持等特殊场合"爆头"有其独特的战术价值。因为控制人体运动的中枢神经位于脑干，如果子弹破坏脑干，就能断绝劫持者伤害人质的可能性。

## 游戏机制
从游戏机制角度讲，命中头部一般而言都会给出比命中其他部位更大的伤害（额外奖励，也称加成）。这是出于游戏平衡性角度的设计。头部目标小，对应命中概率也小(换言之则为难度大)。其他比如心脏之类的要害，出于执行效率之类的考虑一般难以和躯干做出区分，因为难以像头部一样被明显独立出来。如此设计的损伤模型对于电脑系统而言易于区分。如果击中头部致敌死亡，有可能设计成引发前文所述的夸张视觉特效，兼有确认战果和成就展示的效果。

## 衍生用法
游戏术语中，狭义的爆头通常意味着目标当场死亡，但也把頭部遭遇攻擊（包括射擊、格鬥甚至魔法）通称为"爆頭"的情况。另有部分玩家把一切造成加成伤害的攻击攻擊皆称為"爆頭"，尽管目标部位只是其他要害。
爆頭又可被用做為經過深度思考所引起的頭痛感的形容，為“抱頭”的諧音。

## 其他
爆頭的英文Headshot另外又可解作上身近照，俗稱「大頭照」或「大頭」。